# یانیک کوسنل
یانیک کوسنل (انگلیسی: Yannick Quesnel؛ زادهٔ ۲۴ اکتبر ۱۹۷۳) بازیکن فوتبال اهل فرانسه است.
از باشگاه‌هایی که در آن بازی کرده‌است می‌توان به باشگاه فوتبال ناوال، باشگاه فوتبال آلورکا، آ.اس موناکو، باشگاه فوتبال سوشو، باشگاه فوتبال کن، باشگاه فوتبال بنفیکا، باشگاه فوتبال بوردو، باشگاه ورزشی اشتوریل پرایا، و باشگاه فوتبال المپیک مارسی اشاره کرد.